# Колірний градієнт

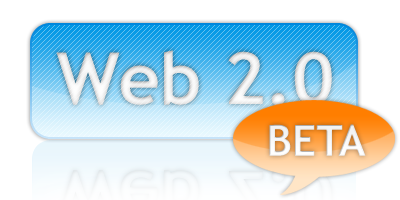
Логотип, створений із застосуванням градієнта.

Колірний градієнт — вид заливки в комп'ютерній графіці, в якому за заданими параметрами кольору в ключових точках розраховуються проміжні кольори інших точок. При цьому створюються плавні переходи від одного кольору до іншого. Зазвичай у градієнті можна використовувати більше двох кольорів і додатково вказувати налаштування прозорості та зміщення меж кольорів.
Крім того, для зручності позначення, градієнтом часто називають самі кольори відправних точок, відносно яких відбувається розрахунок заливки. При цьому слово градієнт має смислове забарвлення «максимальна градація кольору» або «максимальний ухил, відхилення» досягнуті кольором у цій точці.[джерело?]

## Основні види градієнтів

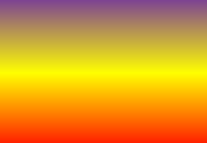
Лінійний градієнт

- Лінійний — ключові точки розташовуються на одній прямій.

- Круговий — будуються концентричні кола з центром у першій ключовій точці, колір яких залежить від розташування інших ключових точок.
- Кутовий (конусний) — ключові точки розташовуються вздовж кола.
- Відбитий — схожий на лінійний, складається з двох частин: лінійного градієнта і його уявного відображення в дзеркалі.
- Ромбоподібний (діамантовий) — нагадує діамант.

Градієнти використовуються як у растровій, так і у векторній графіці. Широке застосування вони знайшли в дизайні (зокрема, у вебдизайні).